# Hinds River
Der Hinds River ist ein Fluss in der Region Canterbury auf der Südinsel von Neuseeland.

## Geographie
Der Hinds River wird durch den Zusammenfluss des Hinds River South Branch mit dem Hinds River North Branch gebildet. Von dort aus fließt der Hinds River bis zu seiner Mündung in den Pazifischen Ozean bevorzugt in südsüdöstliche Richtung. Nach rund 26,5 Flusskilometer kreuzt bei dem kleinen Ort Hinds die Eisenbahnstrecke Lyttelton–Invercargill den Fluss und rund 20 m weiter der New Zealand State Highway 1. Nach weiteren 15 m mündet der Fluss rund 14,5 km nordöstlich des Mündungsbereich des Rangitata River und rund 13,4 km südwestlich des Mündungsbereich des Ashburton River/Hakatere in den Ozean.